# Copei
El Comité de Organización Política Electoral Independiente (Copei), conocido también por su eslogan Partido Socialcristiano COPEI, Partido Socialcristiano o Partido Verde por el color de sus identificativos, es un partido político venezolano, fundado el 13 de enero de 1946, enmarcado dentro de la tendencia ideológica como partido de centro y humanismo cristiano, siendo aconfesional. Heredero del partido Acción Nacional y de la Unión Nacional de Estudiantes (UNE), su crecimiento primario se desarrolló en la década de 1940 en los estados andinos, Táchira, Mérida y Trujillo, con el apoyo de la Iglesia católica. Desde 1958 hasta 1998, COPEI mantuvo el poder político sobre Venezuela de manera bipartidista con Acción Democrática, con las presidencias de Rafael Caldera (1969-1974) y Luis Herrera Campins (1979-1984).
En las elecciones parlamentarias realizadas en septiembre de 2010, COPEI obtuvo 580 458 votos, lo que representó el 5,13 % de los votos válidos y lo convirtió en el quinto partido venezolano más votado, y a la vez lo convirtió en el cuarto partido de la coalición opositora al gobierno de Hugo Chávez, MUD, al acaparar el 10,88 % de los votos de la misma.
En 2015 el partido fue intervenido por órdenes del Tribunal Supremo de Justicia, debido a conflictos internos solicitado por su entonces presidente, Roberto Enríquez, desde entonces el partido perdió una parte de su militancia. Para las elecciones parlamentarias de 2015, fue expulsado de la MUD al igual que sus candidatos debido a conflictos con la junta ad hoc impuesta por el TSJ.
Luego de 10 años, en agosto de 2019 el partido fue desjudicializado gracias a las diligencias efectuadas por la dirección nacional designada por la Asamblea Nacional Socialcristiana el 27 de marzo de 2019. 
El partido se encuentra dividido en dos sectores desde el 2015, actualmente se encuentran en disputa entre el electo liderado por Roberto Enríquez (Presidente del Copei Legítimo ODCA) quien se presenta de candidato en las primarias y la junta ad hoc.
El Copei legítimo postula a Roberto Enríquez Lavaud como su candidato a las elecciones primarias que de resultar electo, posteriormente sería candidato presidencial en 2024. Sin embargo, el otro sector postuló internamente candidatos el 25 de marzo de 2023, durante la realización del Consejo Federal Nacional, a Juan Carlos Alvarado que resultó electo por unanimidad entre representantes de todas las regiones de Venezuela, como candidato presidencial para los comicios del año 2024. El sector ad hoc no ha sido aceptado por la Plataforma Unitaria como grupo opositor.

## Ideología

Antiguo logo del partido, utilizado desde 1946 hasta 2008, siendo representado por la flecha, símbolo universal de la democracia cristiana.

COPEI es un partido inspirado en la democracia cristiana y defensor de cuatro principios fundamentales de su doctrina política, la doctrina social de la Iglesia católica:
1. Defensa de la dignidad humana: para COPEI el ser humano es la principal obra de creación, por lo que su dignidad no debe ser vulnerada. Todas las acciones gubernamentales y estatales deben respetar al ser humano.
2. Subsidiaridad: COPEI plantea que el hombre es un ser limitado, esto hace que el ser humano necesite del Estado y de la sociedad para que lo ayuden en sus limitaciones.
3. Sociabilidad: para COPEI es fundamental el desarrollo en conjunto, es decir, el desarrollo del individuo debe ser dentro de la sociedad de manera paralela, para que el ser humano no se desarrolle más que la sociedad ni la sociedad más que él.
El partido argumenta que este principio va en contra del liberalismo clásico y del socialismo, en vista de que con el liberalismo, el ser humano tiende a desarrollarse más que la sociedad, creando un desequilibrio y una desigualdad. En el socialismo, es la sociedad la que se desarrolla más que el individuo, creando, según COPEI, una dictadura de mayoría. En la democracia cristiana, por otro lado, plantea que el ser humano y la sociedad deben desarrollarse de manera paralela.
4. Búsqueda del bien común: para COPEI, la mayor suma del bienestar colectivo es la justa posición de los bienes individuales

## Historia

### Antecedentes
Su antecedente más directo es la Unión Nacional Estudiantil (UNE), una escisión de la Federación de Estudiantes de Venezuela fundada el 8 de mayo de 1936 ante la decisión de esta última organización de solicitar al gobierno la expulsión de la Compañía de Jesús del país así como de otras órdenes religiosas y de su manifestación en contra de la enseñanza religiosa. La UNE surgió como una organización con orientación socialcristiana conservadora adversa a la influencia marxista de aquella época.
Más adelante, por iniciativa de Rafael Caldera y otros políticos venezolanos miembros de la UNE, en octubre de 1938 se registra en el Distrito Federal el partido Acción Electoral como instrumento de la UNE para participar en elecciones. En 1942 se fusionan con el Movimiento de Acción Nacionalista (MAN) para convertirse en Acción Nacional.
Por aquellos años dentro de la militancia existían dos vertientes principales: un ala liderada por Rafael Caldera que cuestionaba el positivismo posgomecista (lopecismo y medinismo) y más tendiente a converger con fuerzas de otras tendencias; y un ala más conservadora liderada por Pedro José Lara Peña, más afín al lopecismo en lo nacional y al falangismo en lo internacional, con una postura más marcadamente anticomunista. Tras el derrocamiento de Isaías Medina Angarita el 18 de octubre de 1945, la entonces UNE manifiesta inmediatamente su respaldo a la Junta Revolucionaria de Gobierno. Esta última nombra al líder copeyano Rafael Caldera como procurador general de la república ocho días después del golpe de Estado.

### Fundación del partido

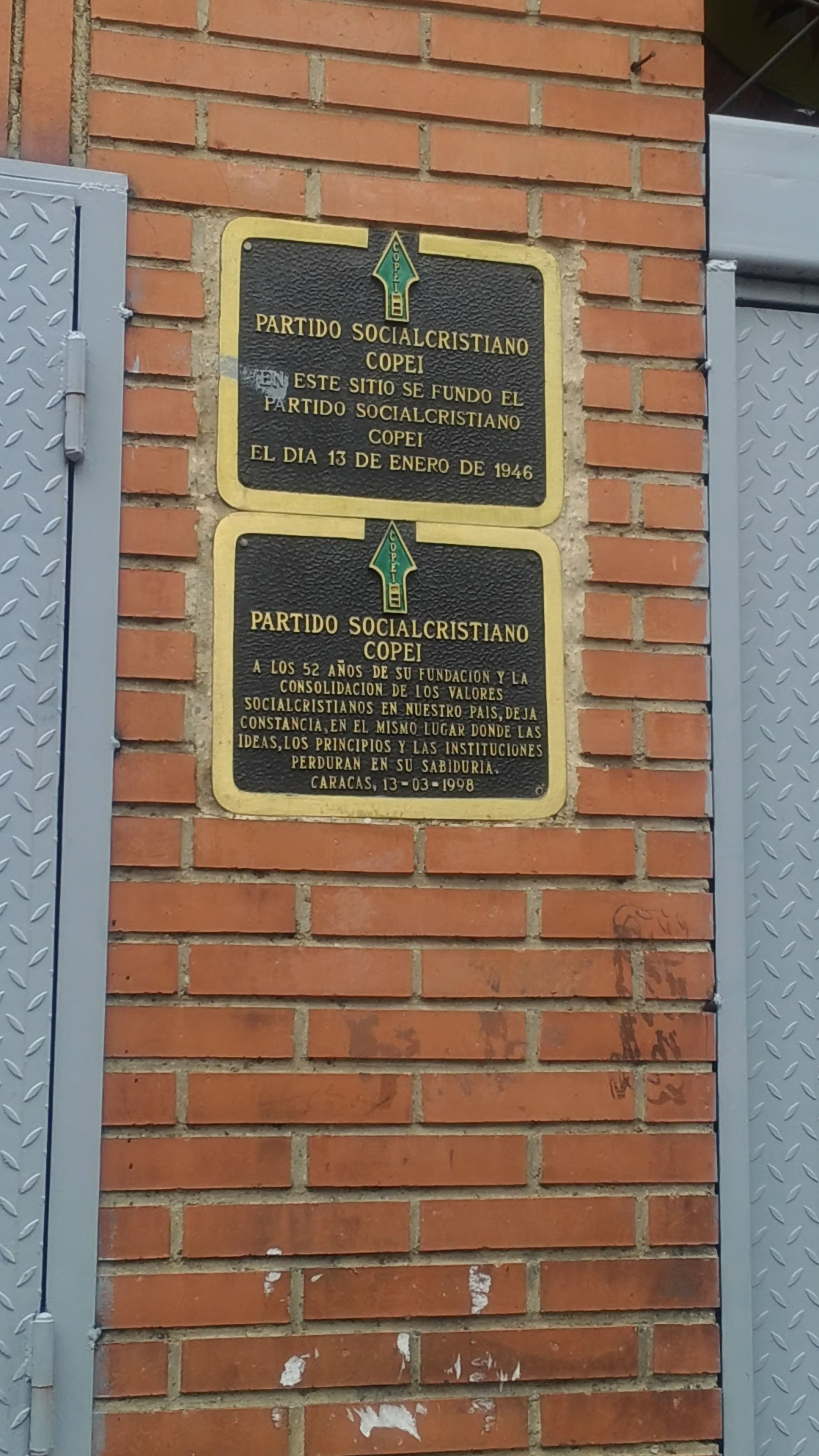
Placa conmemorativa en el lugar donde fue fundado el partido COPEI.

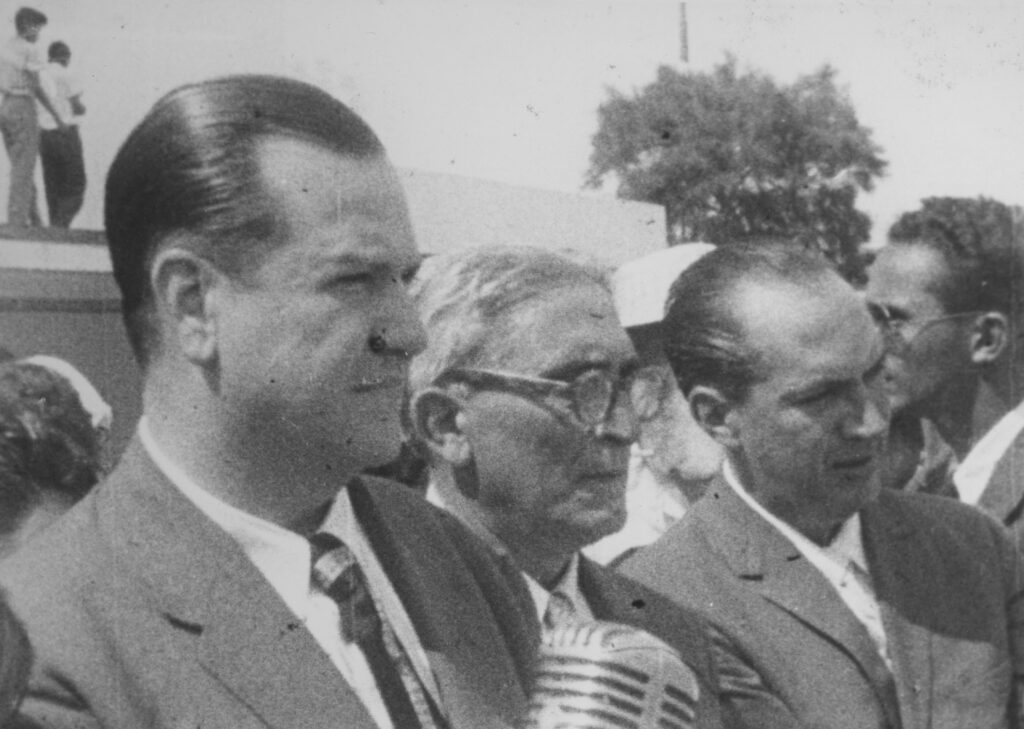
Fundadores de COPEI, Rafael Caldera de primero, Lorenzo Fernández y Pedro del Corral en el extremo.

A fin de participar en las elecciones convocadas por la Junta Revolucionaria de Gobierno para conformar una asamblea nacional constituyente se funda el 13 de enero de 1946 el Comité de Organización Política Electoral Independiente, participando en las mencionadas elecciones en octubre de ese año como una alternativa a las variedades de socialismo que representaban en aquel entonces Acción Democrática y el Partido Comunista de Venezuela.
Sin embargo, pese a las simpatías iniciales de COPEI hacia la llamada Revolución de Octubre de 1945, Rafael Caldera en abril de 1946 desde la ciudad de San Cristóbal anuncia su oposición a la junta y finalmente renuncia a su cargo en la procuraduría.
No obstante, su consolidación definitiva como partido político surge propiamente en su III Convención Nacional realizada en marzo de 1948, en la cual se definió el partido como socialcristiano, conservando sus siglas COPEI. Entre sus líderes se contaban en ese entonces Pedro del Corral (presidente vitalicio), José Antonio Pérez Díaz el primer secretario general, Rafael Caldera, Víctor Giménez Landínez, Hugo Pérez La Salvia, José Lara Peña y otros.
Luego de la caída del presidente Rómulo Gallegos y durante el régimen de Marcos Pérez Jiménez el partido sufrió represión, aunque nunca fue formalmente proscrito a diferencia de otras fuerzas políticas como Acción Democrática, el Partido Comunista de Venezuela y Unión Republicana Democrática. En aquella época COPEI tomó como vía la resistencia no violenta, posición que recibió críticas por otros factores de la oposición a Pérez Jiménez.
Para 1957 el líder copeyano Rafael Caldera fue apresado brevemente para impedir la posibilidad de su candidatura presidencial en las elecciones previstas para ese año, pero Caldera logra exiliarse. Más tarde, tras la caída de Pérez Jiménez, el 31 de octubre de 1958 el partido firmó el llamado Pacto de Puntofijo, en el que los partidos COPEI, Acción Democrática y Unión Republicana Democrática se comprometían a respetar la Constitución y respetar los resultados electorales, además de negociar un programa común y la conformación de un gobierno de unidad nacional.

### Periodo democrático
Luego participan en las elecciones de 1958 en las que resultó ganador el socialdemócrata Rómulo Betancourt del partido Acción Democrática. En dichos comicios el candidato copeyano Rafael Caldera quedaría en tercer lugar. Hacia los años 1960 dentro el partido surgirían distintas corrientes: unas más enfocadas hacia la sociedad comunitaria y otras de ideas más conservadoras.

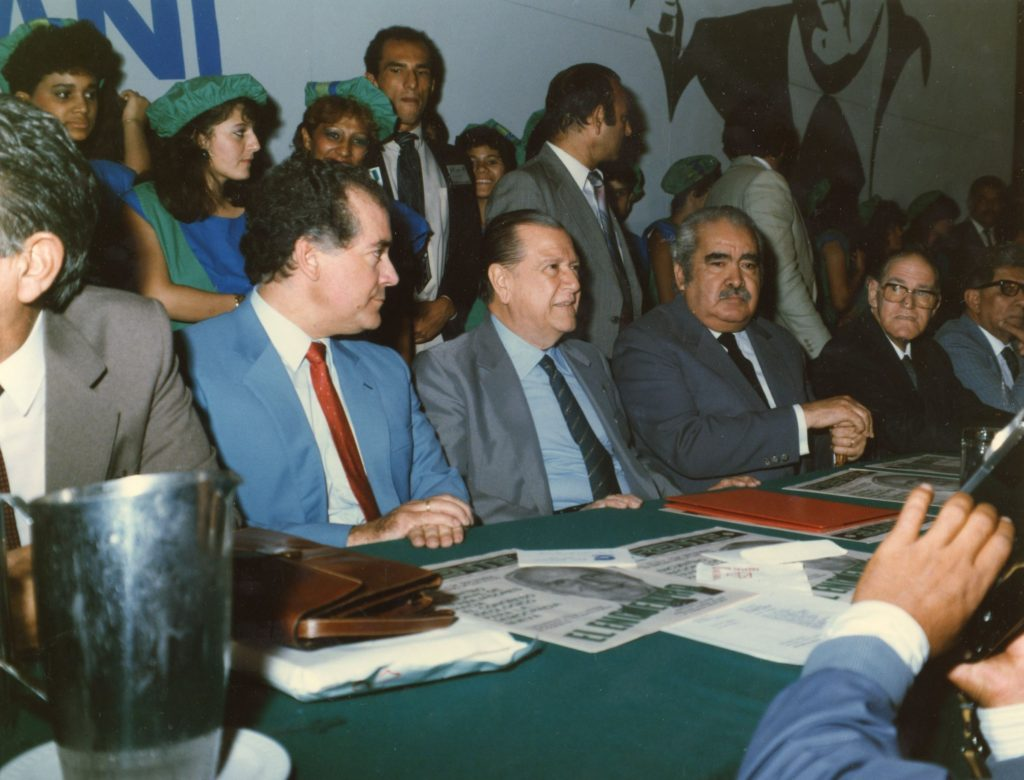
De izquierda a derecha: Eduardo Fernández, Rafael Caldera y Luis Herrera Campíns en el Congreso Ideológico Nacional de COPEI, el 3 de octubre de 1986.

Su fundador y máximo líder durante mucho tiempo, Rafael Caldera, fue candidato presidencial en cinco oportunidades por COPEI, resultando primero electo para el período 1969-1974. En 1978 resulta elegido el copeyano Luis Herrera Campíns para el período 1979-1984, obteniendo por primera vez mayoría parlamentaria. El 18 de febrero de 1983 ante la crisis económica del país provocada por la fuga de divisas, la caída de las exportaciones petroleras e insolvencia ante la banca internacional, el gobierno devalúa la moneda e inicia un control cambiario durante los eventos del llamado Viernes Negro, las medidas impopulares ante la crisis llevan al partido a perder las elecciones de 1983.
En 1988, Eduardo Fernández se presenta como candidato por el partido, resultando derrotado por Carlos Andrés Pérez, ante los intentos de golpe de Estado contra este último el partido fija una posición de defensa del sistema democrático venezolano, con la excepción de Rafael Caldera, hasta entonces su más antiguo líder, quien se retiró del partido en 1993 para fundar Convergencia en alianza con miembros de sus rivales históricos de la izquierda venezolana.

Fue de vital importancia en la formación doctrinaria e ideológica del partido la presencia de Arístides Calvani y el posterior surgimiento de figuras como Luis Herrera Campins, Lorenzo Fernández (candidato presidencial por el partido), Eduardo Fernández  (quién fuera presidente de la organización política), Oswaldo Álvarez Paz (exgobernador del Zulia, candidato presidencial del partido en 1993 y fundador del también demócrata cristiano partido Alianza Popular tras apartarse de Copei) y Henrique Salas Römer (quien también abandonó el partido, exgobernador del estado Carabobo y candidato presidencial en 1998 por el partido Proyecto Venezuela, fundado por él mismo).

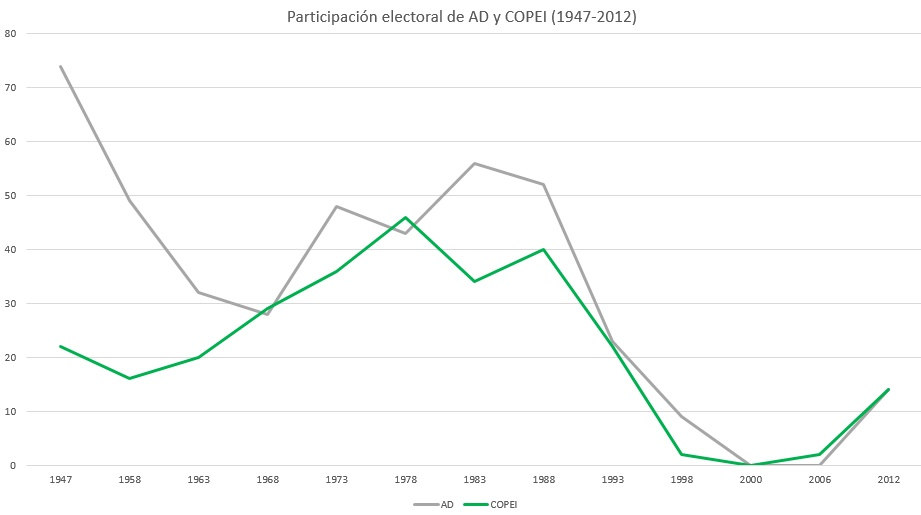
Participación de Acción Democrática y COPEI, desde 1947 hasta 2012.

En las elecciones de 1998 Copei dio su apoyo a Irene Sáez, pero una semana antes de celebrarse los comicios, le quitó el apoyo y se lo dio al propio Salas-Römer, aparentemente el único capaz de disputarle la jefatura del estado a Hugo Chávez, quién finalmente resultó elegido. Copei en su desarrollo ha pasado de inicios católico-conservadores, a una larga etapa de inspiración socialcristiana, marcada por una tendencia hacia el centro político y la economía keynesiana, muy cercana a su rival el socialdemócrata Acción Democrática. En los últimos años con la llegada a la dirección del secretario general, Luis Ignacio Planas y el presidente del partido Orlando Contreras Pulido, Copei ha reformulado su política hacia la centroderecha demócrata cristiana y presenta un programa basado en la economía social y ecológica de mercado, inspirada en los programas de los partidos europeos conservadores Partido Popular (PP) de España y Unión Demócrata Cristiana de Alemania (CDU), y de América Latina como el chileno Partido Demócrata Cristiano o el mexicano Partido Acción Nacional (PAN).

Tarjeta electoral de COPEI, utilizando la flecha socialcristiana actualizada, desde 2008 hasta 2015

### Oposición a Hugo Chávez

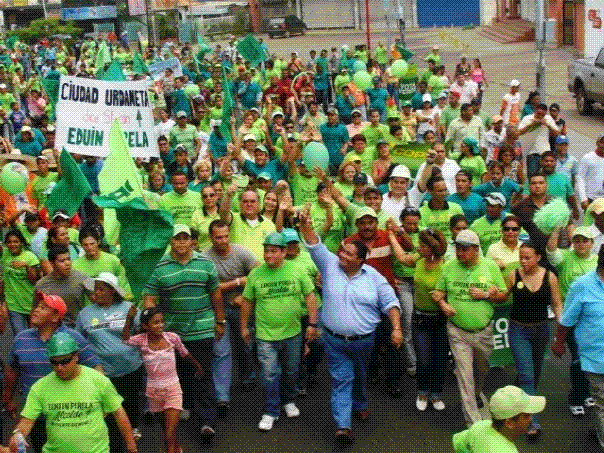
Militantes de Copei participando en una marcha a favor de la campaña de Edwin Pirela a la alcaldía de Lagunillas, Zulia.

Cabe destacar que la familia del expresidente Hugo Chávez era de tradición copeyana, siendo su padre, Hugo de los Reyes Chávez, dirigente y cofundador de Copei Barinas. Desde 1999 la organización es parte de la oposición a su gobierno y al de su sucesor Nicolás Maduro.
Ha pasado de ser el segundo partido de la segunda mitad del siglo XX después de Acción Democrática (AD), a tener un perfil más modesto, estando muy disminuido, a causa de escisiones del propio Copei, como el mencionado Proyecto Venezuela, Convergencia o Movimiento Popular, y sobre todo la pérdida de su líder, Caldera, desde entonces posee militancia destacada solo en los estados Táchira, Miranda y Falcón.
Una parte importante de los simpatizantes conservadores tradicionales de Copei se encuentran actualmente en el citado Movimiento Popular y Proyecto Venezuela; por otra parte, un grupo de jóvenes simpatizantes fueron formando lo que hoy en día se conocen como Primero Justicia y Voluntad Popular. En las elecciones presidenciales del año 2000 no presentó candidato, pero sí presentó a las legislativas obteniendo resultados muy bajos, en las elecciones legislativas de diciembre de 2005, Copei decidió no participar junto a otros partidos de oposición, arguyendo fraude electoral, por lo tanto de tener sus cinco diputados a la Asamblea Nacional obtenidos en las elecciones de 2000 pasaron a la legislatura que empezó en 2006 a no tener ninguno.

En ese mismo año presentó en un principio como precandidato para las presidenciales del 3 de diciembre a Sergio Omar Calderón (que fue gobernador del estado Táchira), pero este declinó a favor de Manuel Rosales, candidato que apoyaron más de 40 partidos de oposición y que perdió ante Hugo Chávez, la tarjeta de Copei en particular obtuvo poco más de 2% de votos, evitando por poco tener que reinscribirse ante el Consejo Nacional Electoral. En 2007 el partido efectuó un congreso (luego de una década sin que celebraran este tipo de eventos) para definir los nuevos estatutos de la organización. También aprobaron un nuevo nombre: «Copei- Partido Popular», y un nuevo eslogan: Sí hay futuro. En noviembre de 2007 se presenta como uno de los partidos para promover la opción del “No” para rechazar el Proyecto de Reforma Constitucional 2007 en Venezuela.

Logo usado desde 2006 hasta 2015.

En las elecciones regionales de 2008, Copei fue uno de los partidos opositores que más cargos de elección ganó, con 12 alcaldías, de ellas dos capitales de estado (San Carlos y Mérida), una gobernación (Táchira) y varios diputados a los concejos legislativos regionales. Forma parte de la coalición opositora denominada «Unidad Nacional».

### Intervención judicial

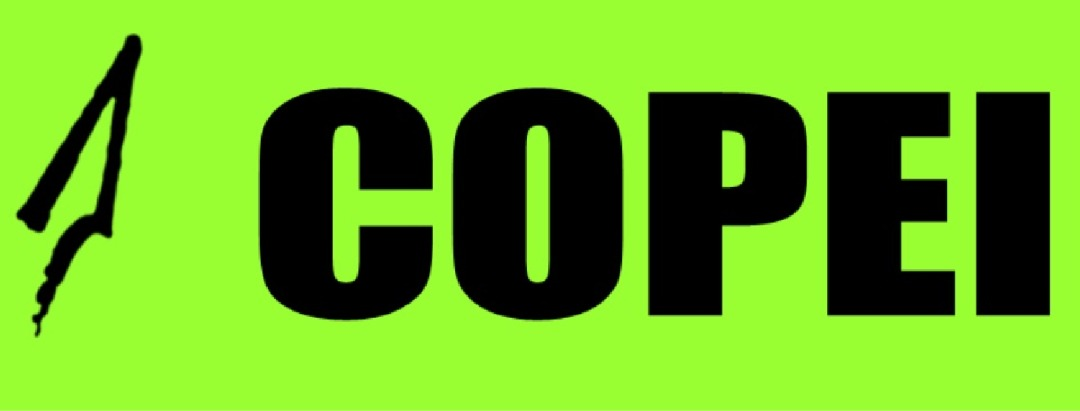
Tarjeta electoral desde 2015

La Dirección Nacional del partido está conformada por: Miguel Salazar, Presidente Nacional; Jesús Jiménez Vilchez, Segundo Vicepresidente Nacional; Juan Carlos Alvarado, secretario general nacional; Jonathan Patti, secretario general adjunto y los vocales: Juan Fersaca y Antonio Sotillo Luna.

## Divisiones

### Convergencia
Como el resto de partidos venezolanos, Copei ha sufrido numerosas escisiones a lo largo de su historia, siendo la más importante encabezada por Rafael Caldera, siendo este el propio fundador de Copei, para las Elecciones presidenciales de Venezuela de 1993 no contaba con el apoyo del partido y decidió formar una alianza llamada Convergencia o "El chiripero" conformada por militantes del sector "calderista" del partido social cristiano Copei logrando ganar la presidencia de la república. Ese año, el partido tenía como candidato presidencial a Oswaldo Álvarez Paz, quien para ese entonces era Gobernador del Estado Zulia.

### Proyecto Venezuela
Henrique Salas Römer, para las elecciones de 1998 crea Proyecto Venezuela como partido nacional, tiene presencia en toda Venezuela, pero particularmente en el Estado Carabobo donde ganó las elecciones regionales de 1998 y 2000 con Henrique Salas Feo como candidato. Para el año 2000 Proyecto Venezuela era el quinto partido más grande de Venezuela (detrás del MVR, AD, MAS y Copei), al igual que en 2004 (detrás del MVR, AD, Podemos y Copei).

### Primero Justicia
Para el año 2000 un sector juvenil de Copei liderado por Henrique Capriles Radonski —en ese entonces alcalde del municipio Baruta— fundó junto a un grupo de jóvenes el partido político Primero Justicia y dejó su partido originario Copei, desde ese entonces formó parte de la Dirección Nacional del partido, fue Coordinador Nacional Adjunto, cargo que ejerció hasta 2008, cuando por estatutos del partido al ejercer cargo público debió separarse de la dirección del partido Primero Justicia ha liderado las candidaturas de Henrique Capriles Radonski para las elecciones presidenciales de 2012 y de 2013. En 2018 se anunció el apoyo a Henri Falcón para las Elecciones presidenciales de ese año, obteniendo el 46,58% de los votos para Falcón, superando inclusive a Avanzada Progresista, que obtuvo el 30,54% de los votos.

## Reestructuración

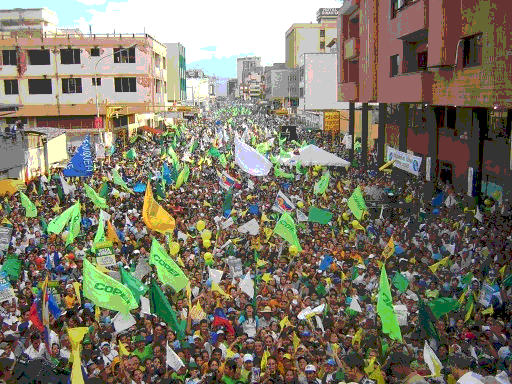
Marcha opositora a Hugo Chávez con predominio de copeyanos.

Desde mediados del 2006, Copei ha sido objeto de una reestructuración en sus cuadros directivos. Se cambió el color representativo de verde oscuro a verde claro, se modernizó el logo, se le adhirió el nombre de «partido popular», se creó un nuevo eslogan: Sí es posible, y fueron reformados sus estatutos, los cuales le dan una participación importante a la juventud dentro de las direcciones del partido y las candidaturas a los distintos cargos de elección.
Dada la intevención del partido por parte del Tribunal Supremo de Justicia, los candidatos de COPEI a la Asamblea Nacional 2016-2021 fueron sacados de la coalición opositora con base en la necesidad de resolver los problemas internos del partido.

### Intervención de Copei en 2014
Esta organización política cuenta con la estructura juvenil más arraigada de la historia partidista; la JDC (Juventud Demócrata Cristiana) encabeza dicha estructura, antecediendo en jerarquía, a las organizaciones estudiantiles como es el caso de COPEI Estudiantil, instalado extraordinariamente en Santa Bárbara Del Zulia el 17 de octubre de 2014. Debido a su nueva directiva Ad hoc establecida por el TSJ, la Mesa de la Unidad Democrática decidió expulsar al partido de la coalición opositora en 2015.
Tras la división de COPEI acentuada en 2015 con la junta ad hoc de tendencia oficialista, los dirigentes copeyanos encabezado por Roberto Enríquez creó una facción (Sector de jure) denominada «COPEI−ODCA», encabezada por los dirigentes electos del partido la cual simpatiza con la MUD y posteriormente durante 2021 con la Plataforma Unitaria.
En marzo de 2023 la facción (Sector Ad hoc) realizó una extensa jornada del Consejo Federal Nacional del Partido Demócrata Cristiano Copei entre el 24 y 25 de marzo, la fracción copeyana aprobó de forma unánime la candidatura del Diputado  de la Asamblea 2020 Juan Carlos Alvarado. Por otro lado Roberto Enríquez Lavaud se inscribió ante la Comisión Nacional de Primarias

## Resultados electorales

### Elecciones presidenciales
Leyenda:      En coalición con otros partidos
|  | 22.40 % |

|  | 16.21 % |

|  | 20.19 % |

|  | 29.13 % |

|  | 36.70 % |

|  | 46.64 % |

|  | 34.54 % |

|  | 40.40 % |

|  | 22.73 % |

|  | 2.15 % |

|  | 2.24 % |

|  | 9.75 % |

### Elecciones parlamentarias
| Año  | # de votos                    | % de votos                    | Diputados                     | +/-                           | Senadores                 | +/-                       |
| ---- | ----------------------------- | ----------------------------- | ----------------------------- | ----------------------------- | ------------------------- | ------------------------- |
| 1946 | 141,418                       | 10,1%                         | 19/160                        | Sin cambios                   | Legislatura Unicameral    | Legislatura Unicameral    |
| 1947 | 200,695                       | 17,0%                         | 16/110                        | 3                             | 4/46                      | Sin cambios               |
| 1952 | 300,309                       | 17,39%                        | 17/106                        | 1                             | Legislatura Unicameral    | Legislatura Unicameral    |
| 1958 | 392,305                       | 15,20%                        | 18/132                        | 1                             | 6/51                      | 2                         |
| 1963 | 595,697                       | 20.82%                        | 39/179                        | 21                            | 8/47                      | 2                         |
| 1968 | 883,814                       | 24,0%                         | 59/212                        | 20                            | 16/52                     | 8                         |
| 1973 | 1,330,514                     | 30,2%                         | 64/200                        | 5                             | 13/47                     | 3                         |
| 1978 | 2,103,004                     | 39,8%                         | 84/199                        | 20                            | 21/44                     | 8                         |
| 1983 | 1,887,226                     | 28,7%                         | 60/200                        | 14                            | 14/44                     | 7                         |
| 1988 | 2,247,236                     | 31,1%                         | 67/201                        | 7                             | 20/46                     | 6                         |
| 1993 | 1,065,512                     | 22.62%                        | 53/203                        | 14                            | 14/50                     | 6                         |
| 1998 | 518,976                       | 12,1%                         | 26/207                        | 27                            | 6/54                      | 8                         |
| 2000 | 227,349                       | 5,10%                         | 6/165                         | 21                            | Legislaturas Unicamerales | Legislaturas Unicamerales |
| 2005 | No participa                  | No participa                  | No participa                  | No participa                  | Legislaturas Unicamerales | Legislaturas Unicamerales |
| 2010 | 723,579                       | 4.4%                          | 10/165                        | 10                            | Legislaturas Unicamerales | Legislaturas Unicamerales |
| 2015 | Bajo la tarjeta de la MUD     | Bajo la tarjeta de la MUD     | 2/167                         | 8                             | Legislaturas Unicamerales | Legislaturas Unicamerales |
| 2020 | No participó (sector de jure) | No participó (sector de jure) | No participó (sector de jure) | No participó (sector de jure) | Legislaturas Unicamerales | Legislaturas Unicamerales |
| 2020 | 175,771 (sector intervenido)  | 2.82%                         | 3/277                         | 1                             | Legislaturas Unicamerales | Legislaturas Unicamerales |

### Elecciones regionales
| Año  | # de votos | % de votos | Gobernaciones obtenidas | +/-         |
| ---- | ---------- | ---------- | ----------------------- | ----------- |
| 1989 | 1,271,314  | 31,95%     | 7/20                    | Sin cambios |
| 1992 | Sin datos  | Sin datos  | 12/22                   | 5           |
| 1995 | 956,737    | 21,26%     | 3/22                    | 9           |
| 1998 | 747,761    | 15,07%     | 4/23                    | 1           |
| 2000 | 283,185    | 7,24%      | 1/23                    | 3           |
| 2004 |            |            | 0/22                    | 1           |
| 2008 | 471,163    | 4,26%      | 1/22                    | 1           |
| 2010 | Sin datos  | Sin datos  | 0/2                     | Sin cambios |
| 2012 | 235,231    | 2,68%      | 0/23                    | 1           |
| 2017 | 360.697    | 3,26%      | 0/23                    | Sin cambios |
| 2021 |            |            | 0/23                    | Sin cambios |

### Elecciones municipales
| Año  | Alcaldías obtenidas | +/-         |
| ---- | ------------------- | ----------- |
| 1989 | 101/269             | Sin cambios |
| 2000 | 49/335              | Sin cambios |
| 2004 | 18/332              | 31          |
| 2008 | 11/326              | 7           |
| 2010 | 0/11                | Sin cambios |
| 2013 | 13/337              | 2           |
| 2017 | 14/335              | 1           |
| 2021 | 8/335               | 6           |

## Autoridades actuales

### Diputados Principales Nacionales
| Diputado             | Estado   |
| -------------------- | -------- |
| Miguel Salazar       | Nacional |
| Juan Carlos Alvarado | Miranda  |

### Diputados Suplentes Nacionales
| Diputado          | Estado   |
| ----------------- | -------- |
| Jonathan Patti    | Nacional |
| Jaime González    | Nacional |
| Keyla Ordoñez     | Amazonas |
| Noel Vargas Pérez | Bolívar  |
| Octavio Orta      | Carabobo |
| Azael Chacón      | Táchira  |

### Diputados Regionales
Oscar Garcia Falcón
Mairym Bruzual Nueva Esparta
José Vivas Duque Aragua
María Teresa Cantor Táchira
Emir Balza Delta Amacuro

### Alcaldes
| Alcaldes                          | Municipio                      | Estado        |
| --------------------------------- | ------------------------------ | ------------- |
| Jesús Mendez                      | Píritu                         | Anzoátegui    |
| Sotero Gonzalez                   | Urdaneta                       | Aragua        |
| Julio Andrade                     | Unión                          | Falcón        |
| Valmore Betancourt                | Guanarito                      | Portuguesa    |
| Omar Rojas                        | Francisco de Miranda           | Táchira       |
| Teresa Contreras                  | José María Vargas              | Táchira       |
| Luisnel Guerrero                  | Seboruco                       | Táchira       |
| Carlos Márquez                    | Simón Rodríguez                | Táchira       |
| Jackson Carrillo (Sector de jure) | Municipio Junín                | Táchira       |
| Arquimidez Balza (Sector de jure) | Municipio Tulio Febres Cordero | Mérida        |
| Luis Balza (Sector de jure)       | Municipio Justo Briceño        | Mérida        |
| Carlos Barrios (Sector de jure)   | Municipio Ospino               | Portuguesa    |
| Jobito Villegas (Sector de jure)  | Municipio Sucre                | Portuguesa    |
| Harold Davila (Sector de jure)    | Municipio Falcón               | Estado Falcón |

## Presidentes de Venezuela
| Titular | Titular              | Elegido en                        | Mandato             | Mandato                           | Mandato              |
| ------- | -------------------- | --------------------------------- | ------------------- | --------------------------------- | -------------------- |
|         | Rafael Caldera       | Elecciones presidenciales de 1968 | 11 de marzo de 1969 | Primer gobierno de Rafael Caldera | 12 de marzo de 1974  |
|         | Luis Herrera Campíns | Elecciones presidenciales de 1978 | 12 de marzo de 1979 | Gobierno de Luis Herrera Campíns  | 2 de febrero de 1984 |

## Institutos
- Instituto Popular de Formación (IPF)
- Centro Internacional de Formación Arístides Calvani (IFEDEC)